# Synodus
Synodus är ett släkte av fiskar. Synodus ingår i familjen Synodontidae.

## Dottertaxa tillSynodus, i alfabetisk ordning[1]
- Synodus binotatus
- Synodus capricornis
- Synodus dermatogenys
- Synodus doaki
- Synodus evermanni
- Synodus falcatus
- Synodus fasciapelvicus
- Synodus foetens
- Synodus fuscus
- Synodus gibbsi
- Synodus hoshinonis
- Synodus indicus
- Synodus intermedius
- Synodus isolatus
- Synodus jaculum
- Synodus janus
- Synodus kaianus
- Synodus lacertinus
- Synodus lobeli
- Synodus lucioceps
- Synodus macrocephalus
- Synodus macrops
- Synodus marchenae
- Synodus mascarensis
- Synodus mundyi
- Synodus oculeus
- Synodus orientalis
- Synodus poeyi
- Synodus pylei
- Synodus randalli
- Synodus rubromarmoratus
- Synodus sageneus
- Synodus sanguineus
- Synodus saurus
- Synodus scituliceps
- Synodus sechurae
- Synodus similis
- Synodus synodus
- Synodus taiwanensis
- Synodus tectus
- Synodus ulae
- Synodus usitatus
- Synodus variegatus
- Synodus vityazi